# Loukis Laras
Loukis Laras je kratak roman kojeg je napisao Demetrios Vikelas, gdje prevladaju blagi tonovi, dobrota, sentimentalna plemenitost, mirna ustrajnost i ljudskost.  Stoga se sam Loukis Laras odražava prvenstveno kao protujunački oblik godina borbe, daleko od atmosfere domoljubnih ustanaka i herojskih himni, tako inovirajući i otvarajući u grčkoj književnosti put koji će dovesti do ithografije.

## Povijest izdavanja
Loukis Laras je izdan prvi put u lipnju 1879. u osobnom izdanju autora, iako je bio izdavan u nastavcima u časopisu Estia na početku iste godine. Do smrti pisca (1908.) pojavila su se još 4 druga izdanja (1881., 1891., 1892., i 1904.) s promjenama u jeziku većinom usmjerenima prema pojednostavljivanju jezika.
„Što me treba sada bit briga za novac, za tebe me, sine moj, sada briga!“ To je značenje onog očevog osmijeha. Volio me moj otac; volio me silno. Nikad mi to nije pokazao izlijevima ili znacima nježnosti. Tek kad je umro i kad ga nisam imao blizu sebe, i kad sam se sjećao pothvata i najmanjih sitnica našeg dugogodišnjeg suživota, samo tada sam shvatio i pravilno vrednovao dubine njegove privrženosti prema meni. Zbog čega? Da li zbog toga što nešto treba nestati, tako da osjetimo čitavu vrijednost toga? Ili zato što su mi nevolje i teške patnje prosvijetlile um i raširile srce.

## Pozadina narativa
U čitavom narativu Vikelisa, biva očito kako njegova pjesnička sloboda djeluje, imajući čvrsto uporište, kako sam i priznaje, motiviran izvanjskim utjecajima. U slučaju Loukis Larasa to se ne tiče samo motiva djela, nako i čitavog narativa i strukture koju je dao rukopisa Louke Zifoua ili Tzifoua, čije pisanje je motivirao sam Vikelas koji je podstrekivao Zifoua da napiše ono što mu je već usmeno ispripovijedao.